# Associazione Sportiva Mastini Varese Hockey 1986-1987
Questa pagina raccoglie i dati riguardanti l'Associazione Sportiva Mastini Varese Hockey nelle competizioni ufficiali della stagione 1986-87.

## Dirigenza
- Presidente: Emanuele Ducrocchi

## Consiglieri

### Area tecnica prima squadra
- Allenatore: William Pourcell

## Piazzamenti nelle varie competizioni
- Serie A: Campione d'Italia

## La rosa
- Maurizio Catenacci
- James Corsi
- Gabriele Villa
- Vito D'Angelo
- Robert De Piero
- Flavio Farè
- Dan Fascinato
- Herbert Frisch
- Denis Houle
- Emilio Iovio
- Matteo Malfatti
- Michael Mastrullo
- Thomas Milani
- Luca Orrigoni
- Davide Quilici
- Vittorio Trani
- Vittorio Zafalon

### Coach
- William Pourcell

## Le gare della stagione

### Campionato Serie A

#### Playoff
- Quarti

```
Gara 1

Varese - Asiago   4-1
```

```
Gara 2

Asiago - Varese   3-4
```

- Semi

```
Gara 1

Varese - Merano   5-0
```

```
Gara 2

Merano - Varese   1-2
```

```
Gara 3

Varese - Merano   5-2
```

- Finali

```
Gara 1

Bolzano - Varese 2-4
```

```
Gara 2

Varese - Bolzano 5-2
```

```
Gara 3

Bolzano - Varese 1-4
```